# Cyril Tenison White
Cyril Tenison ("C.T.") White ( 17 de agosto de 1890 – 15 de agosto de 1950 ) fue un botánico y pteridólogo australiano.
Nace en Brisbane, hijo de Henry White, un broker de mercado, y de Louisa Bailey. Asiste a la Escuela South Brisbane State School, y obtiene un cargo de asistente pupilo al Botánico Colonial de Queensland, en 1905, posición previamente ganada por su bisabuelo por padre, Frederick Manson Bailey. White también sucederá a su tío, John Frederick Bailey, en convertirse en Botánico del Gobierno de Queensland en 1917.
Como Botánico Gubernamental, White ayuda a granjeros y naturalistas a identificar malezas tóxicas y a evaluar especies nativas para pasturas y forraje. De 1915 a 1926, trabaja en las series en 42 partes sobre malezas, apareciendo en el Queensland Agricultural Journal.
Sus libros, An Elementary Textbook of Australian Forest Botany (1922) y Principles of Botany for Queensland Farmers (1938) se usaron como textos escolares en cursos de forestales que él mantuvo en la Universidad de Queensland. De 1921 a 1927, fue autor de una serie de 41 partes sobre árboles de Queensland. Además coescribió una serie de 12 partes, ilustradas, sobre eucaliptos con William D. Francis, apareciendo en Queensland Naturalist entre 1924 a 1934.
Recolectó un número de especies de Queensland, y de sus Estados vecinos, Nueva Guinea, y Nueva Caledonia. Con ellos se ayudó a constituir el Herbario de Queensland, donde permanentemente insistía en guardar todos los datos de distribución de las especies catalogadas.
Se interesó en especies maderables, y fue una autoridad sobre las especies tropicales. Fue correspondiente del Arnold Arboretum, de la Harvard University; y publica una monografía de las especies de los bosques de Queensland del Norte en su revista Contributions from the Arnold Arboretum of Harvard University.
En 1944, instruye a las compañías forestales de la Armada de Australia en Nueva Guinea, y conduce estudios de forestales de las Islas Salomón Británicas en 1945. Le agradaba sobremanera el senderismo y el campamentismo, liderando varias expediciones a través del "Club de Naturalistas de Queensland". Gustaba de empujar a investigadores noveles a continuar sus estudios, y afectuosamente se lo conocía como "C.T." por su entusiasmo y sociabilidad.
White se casa con Henrietta Duncan Clark, una naturalista de campo, y ávida exploradora; en South Brisbane el 21 de octubre de 1921, por la tradición baptista.
Fallece, próximo a sus 60 años, de ataque cardíaco en su hogar de Kangaroo Point, Brisbane, Australia; siendo cremado. Le sobrevivieron su esposa y dos hijas.

## Honores
Estuvo activo en varias sociedades científicas de horticultura y geografía entre las que figuraba la Royal Society of Queensland.

### Galardones y distinciones
- 1946, recibe la "Medalla Mueller" por sus importantes contribuciones a la Ciencia Botánica Australiana.[2]
- La Universidad de Queensland le otorga el doctor honoris causa. en 1948
- Desde 1951, el Club de Naturalistas de Queensland da un Premio Anual C.T. White Memorial Lecture".[1]

- La abreviatura «C.T.White» se emplea para indicar a Cyril Tenison White como autoridad en la descripción y clasificación científica de los vegetales.[3]